# 室生犀星詩人賞
室生犀星詩人賞（むろうさいせいしじんしょう）は、室生犀星が設立した、すぐれた詩集に贈られる賞。室生犀星の死後は遺族によって続けられたが、第7回で終了した。
室生犀星の名を冠した賞には他に、室生犀星文学賞がある。

## 受賞作
- 第1回（1960年）- 滝口雅子『青い馬』、『鋼鉄の足』
- 第2回（1961年）- 富岡多恵子『物語の明くる日』 /辻井喬『異邦人』

（1962年）室生犀星死去のため休止
- 第3回（1963年）- 会田千衣子『鳥の町』 /磯村英樹『したたる太陽』
- 第4回（1964年）- 薩摩忠『海の誘惑』 /吉原幸子『幼年連禱』
- 第5回（1965年）- 那珂太郎『音楽』 /寺門仁『遊女』 /新川和江『ローマの秋・その他』
- 第6回（1966年）- 加藤郁乎『形而情学』 /松田幸雄『詩集1947－1965』
- 第7回（1967年）- 関口篤『梨花をうつ』 /河合沙良『愛と別れ』 /高田敏子『藤』